# Hamburg-Hamm
 Hamm  is een stadsdeel (Duits: Stadtteil) van de Duitse stad Hamburg in het district Hamburg-Mitte. 
In 2014 stelde een marktstudie Hamm als meest geliefde stadsdeel voorop.

## Geografie
Hamm ligt zo'n 2,6 km ten oosten van Hamburg Hauptbahnhof. Het grenst in het westen aan Borgfelde en Hammerbrook, in het noorden aan Eilbek, in het oosten aan Marienthal en Horn en in het zuiden aan Rothenburgsort.
Zijn landschap wordt bepaald door zijn ligging op de noordoever van het oerstroomdal van de Elbe. Het noordelijk deel (Oben-Hamm), met de oude dorpskern, ligt op de Geestrücken, terwijl het zuidelijke deel 10 tot 15 meter lager in het Marschland ligt. 
Hamm wordt door meerdere oost-westverkeersassen doorsneden, die ook de scheiding tussen de voormalige stadsdelen Hamm-Nord, Hamm-Mitte en Hamm-Süd bepaalden.
De Hammer Landstraße met de parallel lopende U-Bahnlijnen U2 en U4 scheidt Noord- van Midden-Hamm en de Eiffestraße (B5) Midden- van Zuid-Hamm.

## Geschiedenis

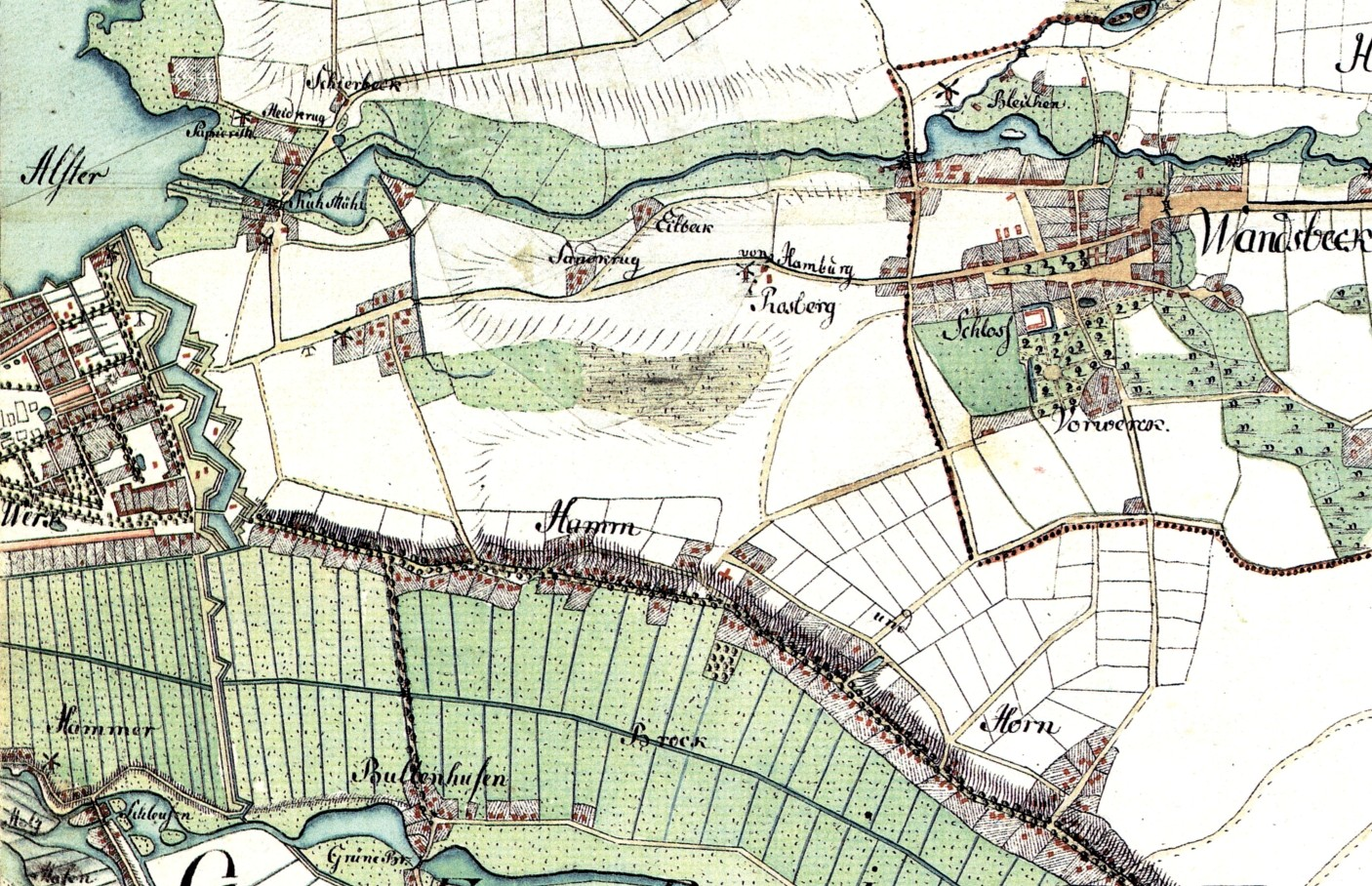
Varendorf-kaart ca. 1790

Het dorp wordt voor het eerst vermeld als in 1256 de Graven van Schauenburg-Holstein hun landerijen aan de stad Hamburg in leen geven. In 1383 geeft Graaf Adolf VII van Holstein-Kiel zijn domein in Hamm in pand aan de stad Hamburg en verkoopt het aan de stad enkele jaren later. De rest van de landerijen van Hamm waren toen reeds in het bezit van het Domkapittel van Hamburg.
Vanaf de 17e eeuw begint het landelijke dorp langzaamaan te veranderen toen rijke stedelingen er grond begonnen aan te kopen om zomerresidenties op te bouwen. Deze nieuwe bewoners waren ook de aanleiding om de Drievuldigheidskerk te bouwen die in 1693 werd ingewijd.
In 1781 kocht de uit Genève afkomstige Jacques de Chapeaurouge een deel van het Hammer Wald wat de basis werd van het latere Hammer Park, een geklasseerd parkgebied.
In de winter van 1813/1814 werd Hamm door het Franse leger platgebrand om een vrij schootsveld tegen de oprukkende Russen te hebben.
Na de grote brand van 1842 gingen veel bezitters van zomerhuizen permanent in Hamm wonen.
Door de afschaffing van de tolpoorten in 1860 gingen ook steeds meer Hamburgers buiten de stadspoorten wonen. Omwille van de toenemende verstedelijking werd Hamm in 1871 onder rechtstreeks stedelijk bestuur geplaatst en in 1894 werd het een volwaardig stadsdeel.
Rond dezelfde tijd begon men vanuit het westen de sompige Marschlanden in het zuiden van Hamm op te hogen om bijkomende bouwgrond te creëren, en de kanalen van Hammerbrook te verlengen als afwatering en transportweg. Op deze terreinen werden voornamelijk woonkazernes gebouwd, die door arbeiders en kleine zelfstandigen werden bewoond. Het contrast tussen het eerder proletarisch karakter met het burgerlijke "Oben-Hamm" was groot en het hoogteverschil werd ook als een sociale grens aangevoeld. om dit te milderen werd in de jaren 1920-1930 een nieuwe wijk in het oosten van Hamm ontwikkeld.
In de Tweede Wereldoorlog werd Hamm bij de Operatie Gomorrha in juli 1943 bijna volledig vernield. Duizenden mensen kwamen in de vuurstorm om het leven. De talrijke schuilkelders en het Bunkermuseum herinneren aan de oorlogsverschrikkingen.
Vanaf de vijftiger jaren werd Hamm weer opgebouwd, voornamelijk door woningbouwverenigingen. Om de woningnood snel te kunnen opvangen werden vooral kleine woningen gebouwd. Dat heeft tot op heden gevolgen omdat voor gezinnen met kinderen heel moeilijk voldoende grote woningen te vinden zijn.
Het voorheen dichtbevolkte zuidelijk deel werd voor industrie bestemd.
In 1951 werd het stadsdeel opgesplitst in 3 delen (Hamm-Nord, -Mitte en -Süd). Dit werd per 1 januari 2011 weer ongedaan gemaakt.

## Bezienswaardigheden

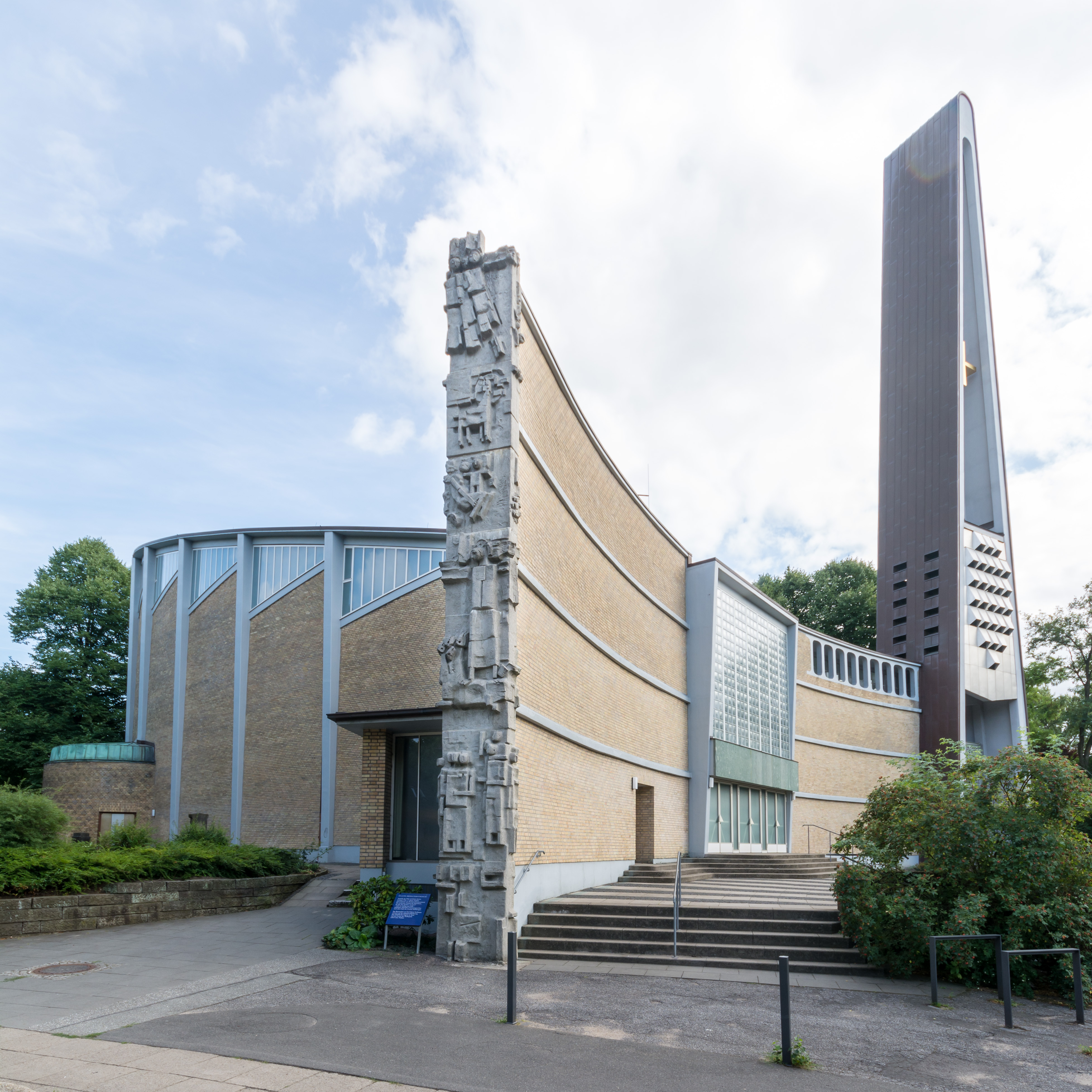
Drievuldigheidskerk Hamm

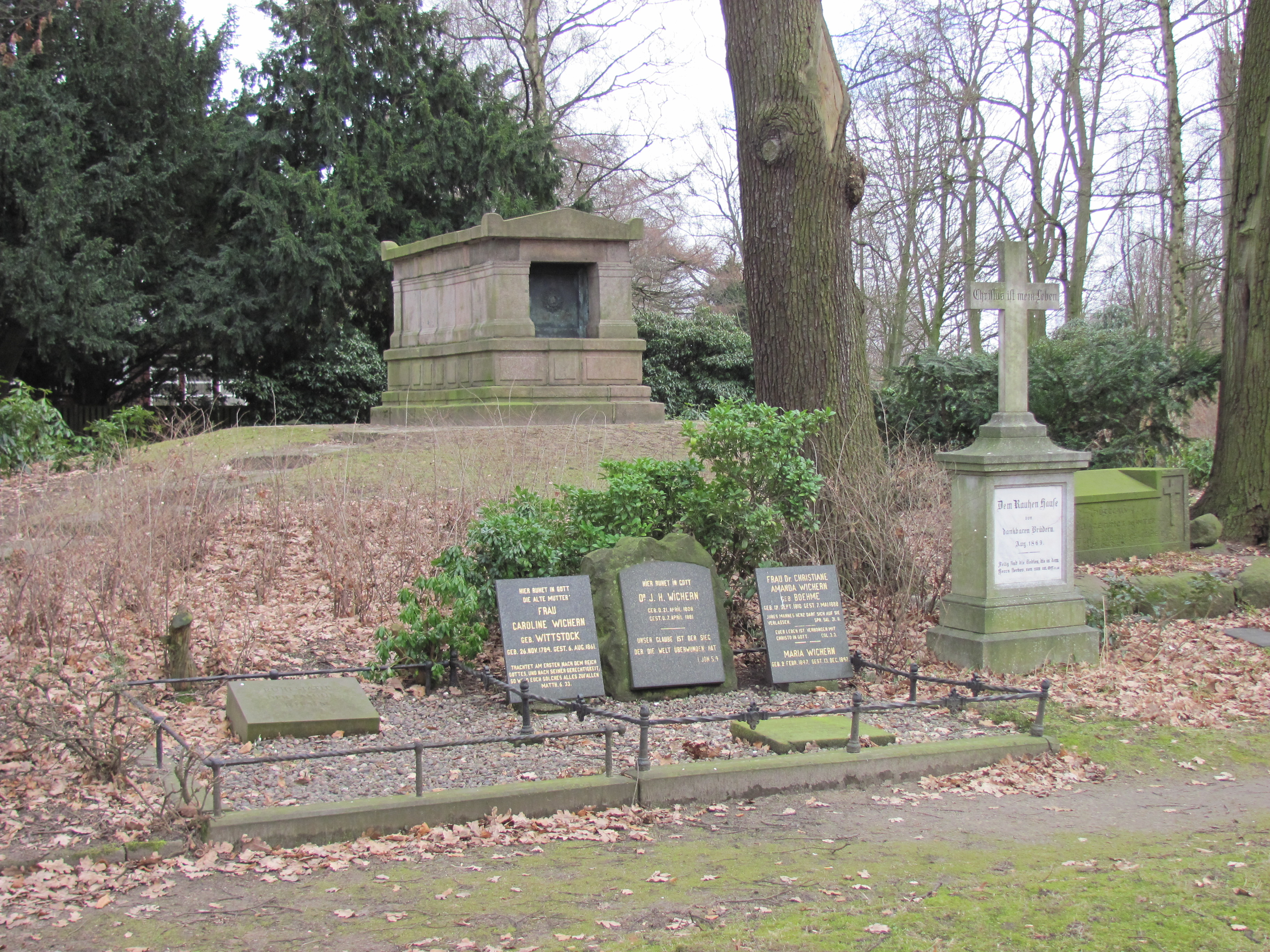
Alte Hammer Friedhof

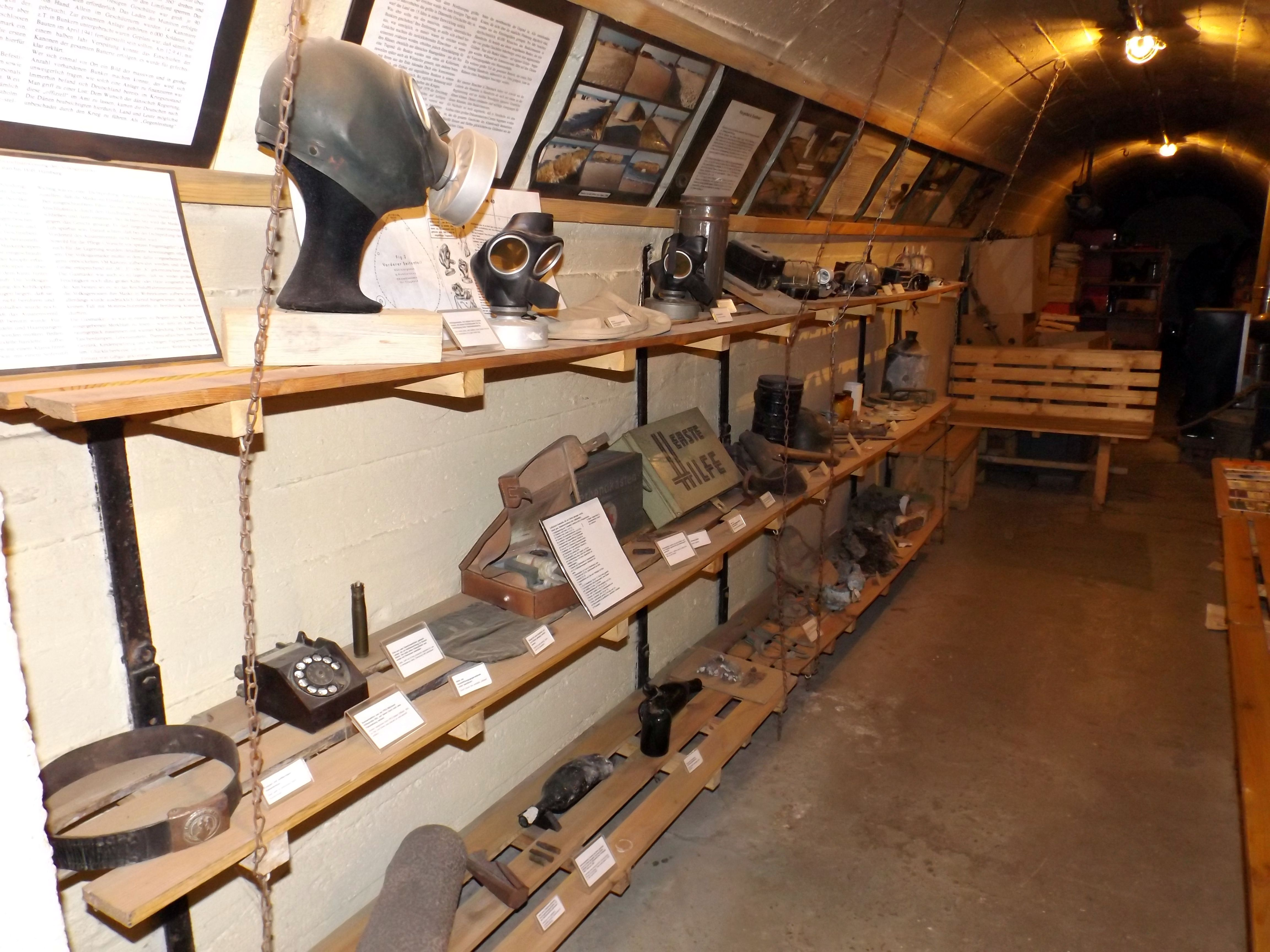
Bunkermuseum

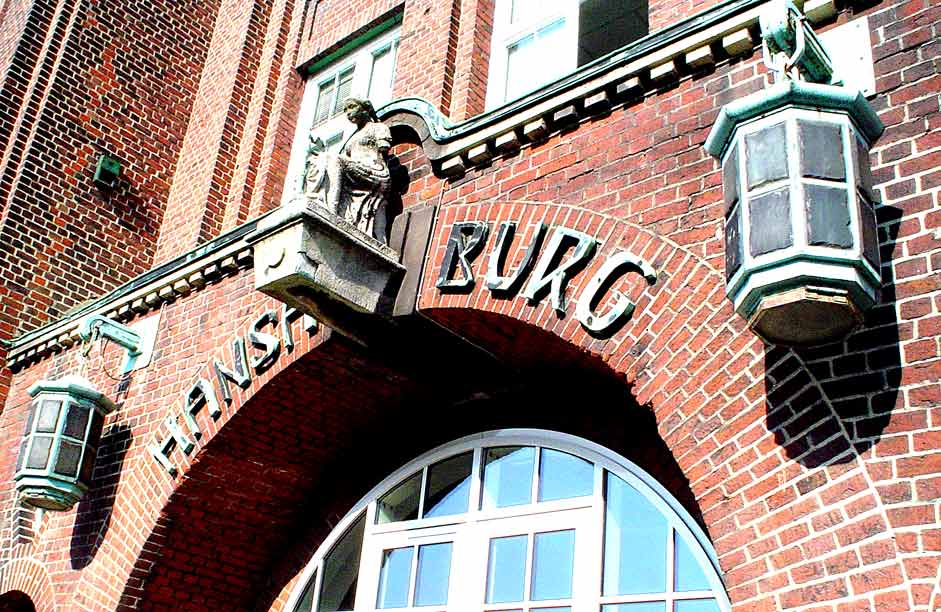
Hansaburg

- Drievuldigheidskerk: herbouwd in 1956/57 met zijn karakteristieke toren: het bekendste gebouw in Hamm.
- Alte Hammer Friedhof, een als monument beschermd kerkhof achter de Drievuldigheidskerk.
- Sieveking mausoleum
- Hammer Park, een van de grootste en oudste parken van Hamburg.
- Thörls Park.
- Bunkermuseum in een in 1940/41 gebouwde ondergrondse bunker tegen luchtaanvallen.
- De historische baksteengevel van de Hansaburg (1913-1915) een der weinige gebouwen in Hamm-Süd dat de vuurstorm van 1943 doorstond.

## Verkeer
- Autoverkeer 
  - de B5 die Hamm in oost-westrichting doorkruist
  - de Sievekingsallee naar de autosnelweg A24 een der drukste straten van Hamburg
  - de Hammer Landstraße naar Bilstedt en Bergedorf: de belangrijkste invalsweg voor wie uit het oosten komt.
- Spoorweg
  - de Güterumgehunsbahn voor het goederenverkeer
  - S-Bahn-stations Landwehr en Hasselbrook net buiten de stadsdeelgrens, lijnen S1 en S11.
  - Metro van Hamburg: Stations Burgstraße, Hammer Kirche en Rauhes Haus op de lijnen U2 en U4.

Billbrook · Billstedt · Borgfelde · Finkenwerder · HafenCity · Hamburg-Altstadt · Hamm-Nord · Hamm-Mitte · Hamm-Süd · Hammerbrook · Horn · Kleiner Grasbrook · Neustadt · Neuwerk · Rothenburgsort · Steinwerder · Sankt Georg · Sankt Pauli · Veddel · Waltershof · Wilhelmsburg